# Historia de Aruba

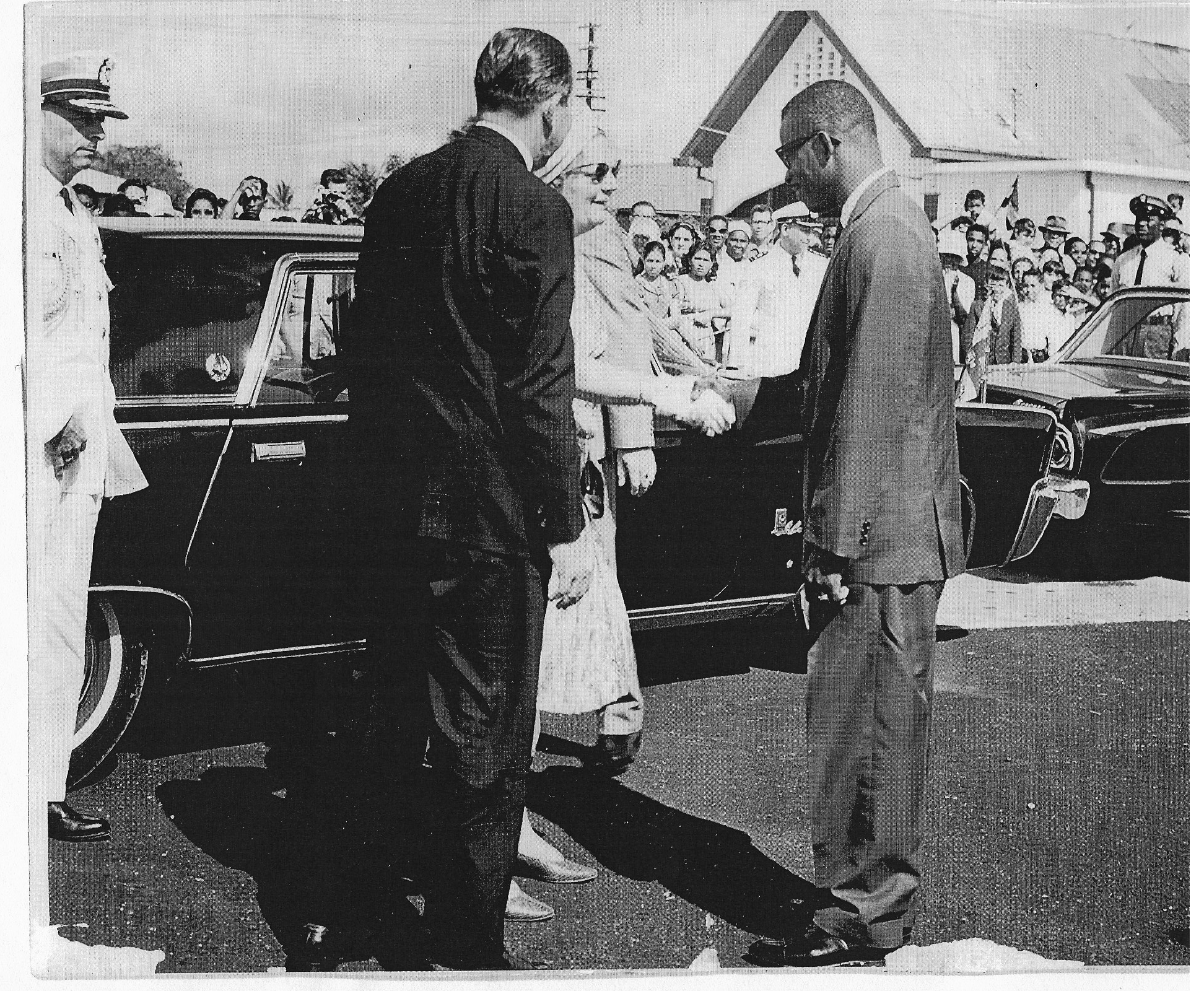
DC Mathew recibe a la reina Juliana de Holanda en octubre de 1955 en su visita a Aruba.

## Primeros pobladores: los caquetíos
Los primeros habitantes de Aruba fueron los indios caquetíos de la tribu de los arahuacos, que emigraron allí desde Venezuela para escapar de los ataques de los caribes. Restos de los asentamientos indígenas más antiguos conocidos datan en el entorno del año 1000. Debido a la ubicación distante de Aruba respecto de la mayoría de otras islas del Caribe y las fuertes corrientes en el mar que han complicado viajar en canoa entre las islas del mar de las Antillas, la cultura de los caquetíos se mantuvo más ligada a América del Sur que al Caribe.

## Periodo español: 1499-1636
Los primeros europeos que hacen referencia a Aruba son Americo Vespucio y Alonso de Ojeda. Vespucio, en una de sus cuatro cartas a Lorenzo di Pierfrancesco de Médicis, describió su viaje a las islas a lo largo de la costa de Venezuela. Escribió sobre una isla donde la mayoría de los árboles son de madera de Brasil y, de esta isla, fue a una a diez leguas de distancia, donde se habían construido las casas como en Venecia. En otra carta, se describe una pequeña isla habitada por gente muy grande.
Aruba fue colonizada por España durante más de un siglo. El cacique o jefe indio en Aruba, Simas, acogió con satisfacción a los primeros sacerdotes en Aruba y recibió de ellos una cruz de madera como regalo. En 1508, Alonso de Ojeda fue designado como el primer gobernador español de Aruba, como parte de la "Nueva Andalucía".
Otro gobernador nombrado por España fue Juan de Ampíes. Una "cédula real" en noviembre de 1525 otorgó a Ampíes, el factor de la Española, el derecho a la repoblación de las islas despobladas de Aruba, Curazao y Bonaire. 
En 1528, Ampíes fue sustituido por Ambrosio Alfinger un representante de la casa  Welser de Augsburgo asentada en Coro capital de la recién creada provincia de Venezuela a la cual pertenecían Aruba, Bonaire y Curazao.

## Administración holandesa
En 1636, Aruba fue ocupada por los holandeses y permaneció bajo su control durante casi dos siglos. En 1805, durante las guerras napoleónicas, los ingleses tomaron el control de la isla, pero fue devuelta a control neerlandés en 1816. A la fiebre del oro del siglo XIX le siguió  la prosperidad provocada por la apertura de la primera de una instalación de almacenamiento y trasbordo de petróleo en 1924 y luego en 1928 con la apertura de una refinería de petróleo. Esta fue la Lago Oil & Transport Co. Ltd., una empresa 100 % filial de la Standard Oil de Nueva Jersey. La refinería Lago se encuentra en el extremo este de la isla y en el extremo oeste la anglo holandesa Shell tenía una pequeña refinería, la refinería Eagle que se cerró poco después de la Segunda Guerra Mundial. Las últimas décadas del siglo XX vio un auge en la industria del turismo, que se convirtió en la industria primaria de Aruba, cuando la refinería cerró en 1985. Debido al enfoque en el turismo y el número de complejos hoteleros en la isla, Aruba disfruta de una tasa de desempleo muy baja. Aruba se ha ganado una reputación como "Las Vegas del Caribe." 
En 1986, Aruba se separó de las Antillas Neerlandesas y se convirtió en independiente, miembro autónomo del Reino de los Países Bajos. El movimiento hacia la independencia total se detuvo en la prerrogativa de Aruba en 1990. Aruba tiene una mezcla de emigrantes de América del Sur, Europa, el Lejano Oriente, India, Indonesia, y otras islas del Caribe. 
Después de una pausa en la coalición entre el partido gobernante Arubaanse Volkspartij (AVP) y el Liberal Arubano Organisashon (OLA), las elecciones de julio de 1998 fueron adelantadas a diciembre de 1997. Lamentablemente, los resultados no estaban claros, los votos se dividen por igual entre el Movimiento Electoral del Pueblo (MEP), la AVP, y la Oficina de Asuntos Jurídicos. Después de las fallidas negociaciones para unir a los MEP y AVP, una nueva coalición entre la AVP y OLA fue formada, lo que llevó al MEP a la oposición. Cuatro años más tarde, en septiembre de 2001, el partido líder de la oposición obtuvo una victoria decisiva, teniendo 12 de los 21 escaños para formar gobierno.